# Instituto Nacional de Pesquisas Espaciais

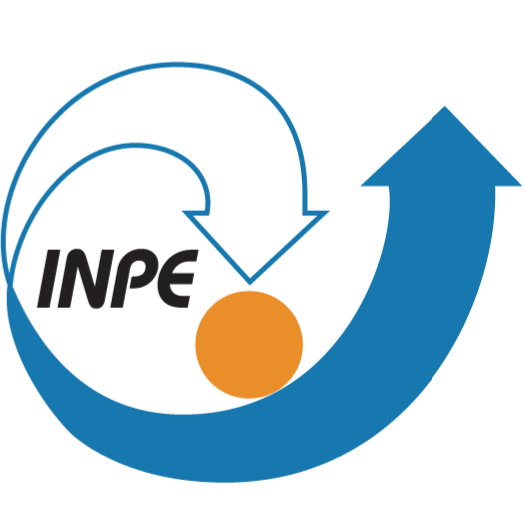
Logo des INPE

Das Instituto Nacional de Pesquisas Espaciais (INPE, deutsch: Nationales Institut für Weltraumforschung) ist eine bundesstaatliche brasilianische Behörde mit Sitz in São José dos Campos (Bundesstaat São Paulo).

## Geschichte

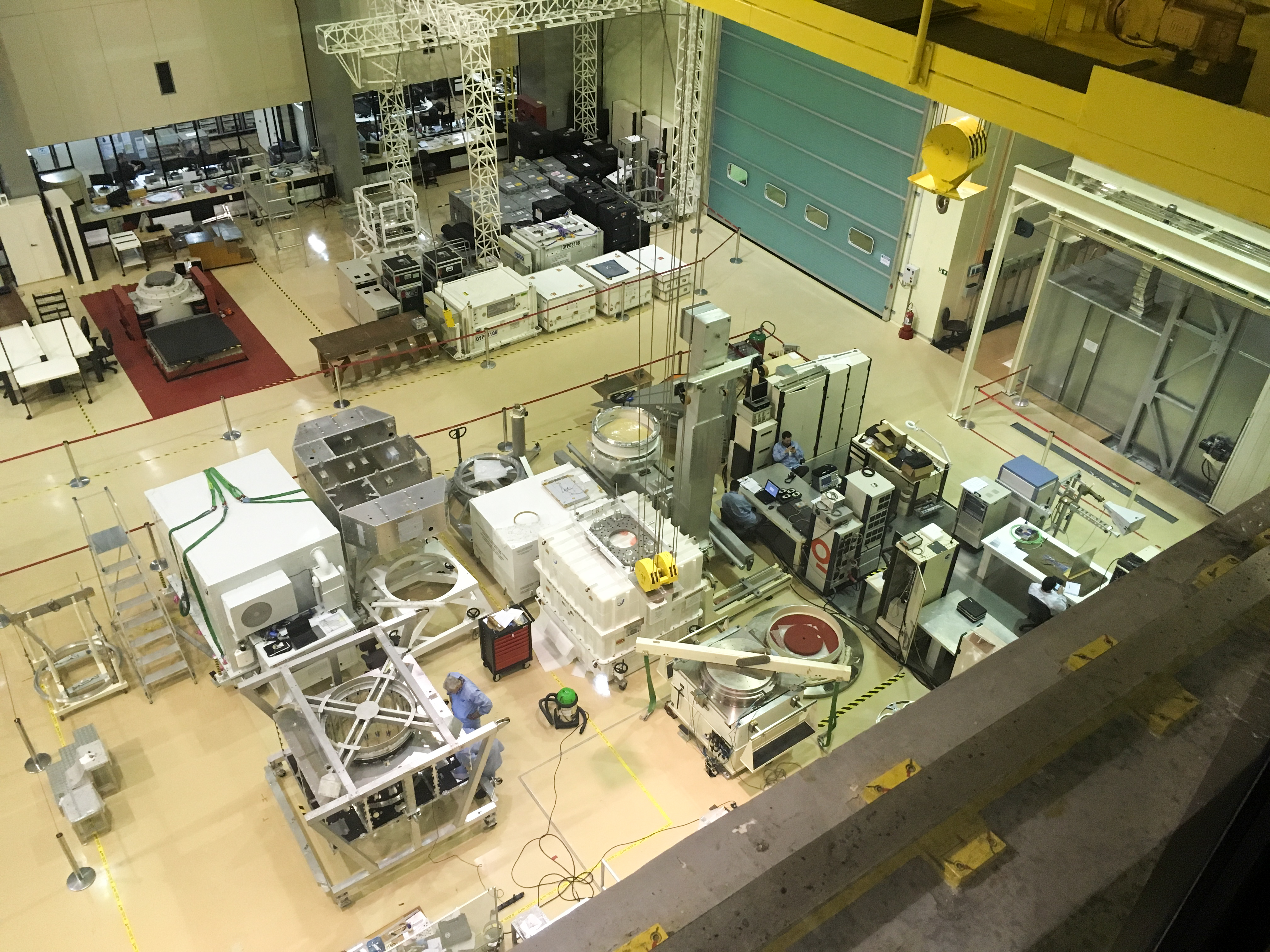
Satelliten-Prüfung beim INPE

Das INPE wurde 1961 gegründet. In den ersten Jahren des Bestehens wurden vor allem Untersuchungen der Ionosphäre, unter anderem auch mit Höhenforschungsraketen, vorgenommen. Später beteiligte sich das INPE auch an der Datenauswertung und Kommunikation mit meteorologischen Satelliten, Erdbeobachtungs- und Kommunikationssatelliten.
Am 9. Februar 1993 wurde mit dem Erdbeobachtungssatelliten SCD-1 der erste brasilianische Satellit der Reihe Satelites de Coleta de Dados von einer amerikanischen Pegasus-Rakete gestartet. 1994 wurde die Behörde Agência Espacial Brasileira (Brasilianische Raumfahrtagentur) gegründet und betreibt seit dem den Weltraumbahnhof Alcântara. Seit 1997 ist Brasilien auch an der Internationalen Raumstation ISS beteiligt.
Das INPE ist seit 1988 Mitglied der International Astronautical Federation.

## Analysen zur Entwaldung in Brasilien
Das INPE überwacht seit den 1970er Jahren anhand von Satellitenbildern den Zustand der brasilianischen Wälder. 2004 startete es das Real-Time Deforestation Detection System („Echtzeit-Entwaldungserkennungssystem“, kurz DETER; andere Quellen nennen es Near Real-Time Deforestation Detection System – „Nahezu-Echtzeit-Entwaldungserkennungssystem“). Seit 2015 ist die verbesserte Version DETER-B in Betrieb. Außerdem veröffentlicht das INPE im Rahmen des Amazon Deforestation Satellite Monitoring Project (PRODES) einmal jährlich eine detailliertere Analyse zur Entwaldung auf dem Gebiet Brasiliens.
DETER erzeugt einen Alarm, sobald an einem Ort mehr als drei Hektar Regenwald entnommen wurden, und stellt diese Information den Strafverfolgungsbehörden zur Verfügung. Nach dem Start des Systems sank die jährlich abgeholzte Fläche bis 2012 um 80 Prozent, stieg in den folgenden Jahren jedoch wieder leicht an.
Die für den Zeitraum Januar bis Juli 2019 veröffentlichten DETER-Daten deuten darauf hin, dass in dieser Periode 4200 Quadratkilometer Amazonas-Regenwald beziehungsweise 50 Prozent mehr als im entsprechenden Vorjahreszeitraum eingeschlagen worden waren. Nach Bekanntwerden der Daten entstand ein öffentlicher Streit, in dem der brasilianische Präsident Jair Bolsonaro – im Amt seit Januar 2019 – die Daten als „Lüge“ bezeichnete. Einige Tage darauf wurde der INPE-Leiter Ricardo Galvão entlassen. INPE-Daten zeigten auch eine starke Zunahme von Waldbränden im Amazonas-Regenwald im Jahr 2019, was ein Mitarbeiter des Instituts mit Brandrodungen (zur Gewinnung von Landwirtschaftsflächen) erklärte.

## Leitung
Nach Galvão wurde vom Wissenschaftsminister Marcos Pontes der Reservist der Luftfahrt Oberst Darcton Policarpo Damião im August 2019 interimistisch als Direktor des INPE eingesetzt.